# Parco nazionale del Semien
Il parco nazionale dei Monti Simien è un'area protetta situata nel nord dell'Etiopia, nella Regione degli Amara. Deve il nome alla parola amarica sämén (ሰሜን), che significa «nord».

## Storia
Il parco nazionale, istituito nel 1959, è stato uno dei primi siti ad essere stati dichiarati patrimonio dell'umanità dall'UNESCO nel 1978. A partire dal 1996 è stato inserito sulla lista dei patrimoni dell'umanità in pericolo, a causa della continua diminuzione del numero di esemplari di stambecco del Semien e del grande afflusso di persone che si sono stabilite all'interno del parco. L'Amministrazione del parco nazionale, tuttavia, ha assicurato che la situazione si è ormai invertita e che sono in atto progetti volti a garantire fonti di sussistenza alla popolazione locale che non arrechino danno all'ambiente. Nel 2017, il Comitato per il Patrimonio Mondiale ha deciso di togliere il parco nazionale dalla lista rossa.
Tra il 1967 e il 1969 ha lavorato come guardacaccia all'interno del parco il celebre scrittore C. W. Nicol.

## Territorio
I Monti Simien, che costituiscono uno dei principali massicci africani, sono formati da diversi altopiani separati fra loro da ampie valli fluviali. Molte cime si ergono sopra i 4 000 m, tra le quali il Ras Dashen (4 543 m), la vetta più alta dell'Etiopia e la decima di tutto il continente africano.
I panorami dei Simien sono incredibilmente spettacolari, risultato di innumerevoli eruzioni, alcune verificatesi circa 40 milioni di anni fa; la lava sgorgata dalle viscere della terra si solidificò raggiungendo uno spessore di 4 000 m e la successiva erosione nel corso dei millenni diede forma alla spettacolare catena attuale, con gole, dirupi e pareti scoscese. I famosi pinnacoli che si stagliano a picco sul paesaggio circostante sono camini vulcanici, costituiti dalla lava solidificata di antichi vulcani erosi.
Il parco occupa una superficie di 179 km² entro la cosiddetta zona afroalpina, ad altitudini comprese tra 1 900 e 4 543 m.

## Flora
Lungo la strada che conduce a Sankaber si può ammirare la rarissima Rosa abyssinica dal colore avoriato, endemica della zona.

## Fauna
Le montagne ospitano tre dei principali mammiferi endemici d'Etiopia: lo stambecco del Simien (di cui sono stati censiti circa 600 capi nel 2005, con tendenza all'aumento), il babbuino gelada (circa 6000 unità) e lo sfuggente lupo etiopico (con 71 esemplari avvistati nel parco e nei dintorni, nel 2005). Tra gli altri mammiferi avvistati occasionalmente vi sono iraci delle steppe, sciacalli, tragelafi e antilopi saltarupe.
Tra le specie endemiche di uccelli si annoverano il comune corvo abissino e i meno comuni lucherini testanera, le colombe dal collare bianco, gli ibis caruncolati, le pavoncelle testanera, le cince nere dorsobianco e i canarini di Ankober. Lo spettacolo visivo più memorabile è comunque quello dei gipeti, benché molto comuni, che si librano in volo.